# 言葉の暴力
言葉の暴力（ことばのぼうりょく）とは、言葉で他者に対して心理的に制圧を加える心理的暴力をいう。

## 概要
口の暴力とも称される。精神的暴力の一つであり、いじめやハラスメントの手段の一つとなる場合もある。
立場や力の差などにより反抗できない弱い相手に対し行われる肉体的・物理的な暴力同様に、言葉であっても反抗する事ができない弱い相手に心因的・精神的な苦痛を与えることも暴力でありハラスメントである。ゆえに言い勝ったつもりでも言葉による暴力を振るった可能性もあり、「力で勝てないから言葉で」「言葉で勝てないから力で」相手をねじ伏せても暴力になりうる。
肉体的・物理的な暴力に対しては、防いだり反撃したりすることは社会的・法律的に広く認められている。言葉の暴力については、「その存在と程度（あるのかないのか、あるとすれば頬を平手で打たれた程度なのか、拳で殴られた程度なのか、ナイフで刺された程度なのか、日本刀で斬られた程度なのか、など）」「与える影響とその程度（傷があるのかないのか、あるとすればどのくらい傷が開いているのか、掠り傷程度なのか、骨折してしまって積極的に治療しなければ元に戻らない状態になっているのか、内臓破裂で瀕死の重症なのか、など）」について、加害者・外部（周囲）・被害者自身にとってさえ明確には分かりづらいため、被暴力者がどう防御・対処すればいいのか、21世紀の初頭時点では、難しさが付き纏うことになっている。また、多い勢力による弱者への言葉の暴力は日常的に存在するため、判別出来ないことが難点である。
心理学・カウンセリングといった分野・制度や“言葉の暴力”という概念の社会への浸透にしたがって、心理的暴力も物理的暴力と同様に、その行使者は傷害の罪などに問われる場合があるようになってきている。向島労働基準監督署は、言葉の暴力による体調不良と自殺を労災と認定した。